# Motti nazionali
Questa voce elenca motti nazionali.
I motti nazionali possono comparire sullo stemma o emblema nazionale dello Stato, su monete o banconote. Non tutti gli stati hanno un motto.

## A
- Albania: Ti, Shqipëri, më jep nder, më jep emrin Shqiptar (albanese, Tu Albania mi dai onore, mi dai il nome di Albanese); Feja e Shqiptarit është Shqiptaria (La Religione degli Albanesi è l'Albanismo)[1]; Shqipëria Shqiptarëve, Vdekje Tradhëtarëvet (Albania agli albanesi, morte ai traditori) [non ufficiali]
  - Regno d'Albania (1912 – 1943): Atdheu mbi te gjitha (albanese, La patria sopra tutto)
- Algeria: بالشعب و للشعب Bil-shaʿb wa lil-shaʿb (arabo, Dal popolo e per il popolo)[2]
- Alto Volta: Unité, Travail, Justice (francese, Unità, Lavoro, Giustizia)
- Andorra: Virtus unita fortior (latino, La virtù unita è più forte)[3]
- Angola: Virtus unita fortior (latino, La virtù unita è più forte)
- Anguilla: Strength and Endurance (inglese, Forza e Tenacia)
- Antigua e Barbuda: Each endeavouring, all achieving (inglese, Ciascuno si impegna, tutti conseguono)[4]
- Arabia Saudita: لا إله إلا الله محمد رسول الله (Lā ʾilāha illā l-Lāh; Muḥammadu r-rasūlu l-Lāh) (arabo Non c'è altro Dio al di fuori di Allah e Maometto è il suo profeta)[5]
- Argentina: En Unión y Libertad (spagnolo, In Unione e Libertà)[6]
- Armenia: Մեկ Ազգ, Մեկ Մշակույթ  Mek Azg, Mek Mshakouyt (armeno, Una Nazione, Una Cultura)[7]
- Aruba: Semper progrediens (latino, Sempre procedendo)
- Australia: nessuno, in passato Advance Australia (inglese, Avanza Australia)
- Austria: in passato AEIOU, con il significato di Austriae est imperare orbi universo (latino, All'Austria spetta governare su tutto il mondo)
  -  Austria-Ungheria: Indivisibiliter ac Inseparabiliter (latino, Indivisibilmente e Inseparabilmente)
- Azerbaigian: Odlar Yurdu (azero, Paese dei fuochi), in passato Bir kərə yüksələn bayraq, bir daha enməz! (La bandiera una volta alzata non cadrà mai!)
- Azzorre: Antes morrer livres que em paz sujeitos (portoghese, Piuttosto morire liberi, che schiavi nella pace)

## B
- Bahamas: Forward, Upward, Onward Together  (inglese, Avanti, in alto, diritto insieme)[8]

Il motto nazionale è rappresentato con le quattro stelle nello Stemma del Bangladesh.

- Bangladesh: জাতীয়তাবাদ, ধর্মনিরপেক্ষতা, সমাজতন্ত্র এবং গণতন্ত্র (bengalese, Nazionalismo, secolarismo, socialismo e democrazia)
- Barbados: Pride and Industry (inglese, Orgoglio e Industria)[9]
- Baviera: in passato, In Treue fest (tedesco, Nella lealtà incrollabile)
- Belgio: Eendracht maakt macht, L'union fait la force e Einigkeit gibt Stärke (olandese, francese e tedesco, L'unione fa la forza)[10]
- Belize: Sub umbra floreo (latino, All'ombra fiorisco)[11]
- Benin: Fraternité, Justice, Travail (francese, Fraternità, Giustizia, Lavoro)[12]
- Bermuda: Quo fata ferunt (latino, Dove ci porta il destino)
- Bolivia: La Unión es la Fuerza (spagnolo, L'Unione è la Forza)[13]

- Botswana: Pula (tswana, Pioggia)[14]

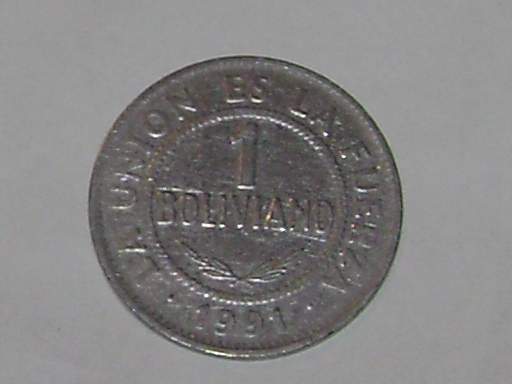
Il motto nazionale della Bolivia, La Unión es la Fuerza è inciso sulle monete.

Il motto nazionale del Brasile, Ordem e progresso campeggia sulla bandiera del Brasile.

- Brasile: Ordem e progresso (portoghese, Ordine e progresso)[15]
  -  Impero del Brasile - Independência ou Morte! (portoghese, Indipendenza o Morte!)
- Brunei: الدائمون المحسنون بالهدى (arabo, Sempre in servizio con la guida di Dio)[16]
- Bulgaria: Съединението прави силата (bulgaro, L'unione fa la forza)[17]
- Burkina Faso: Unité, Progrès, Justice (francese, Unità, Progresso, Giustizia)[18]
- Burundi: Unité, Travail, Progrès (francese, Unità, Lavoro, Progresso)[19]

## C
- Cambogia: ជាតិសាសនាព្រះមហាក្សត្រ។ Chéat, Sasna, Preăhmôhaksât (khmer, Nazione, Religione, Re)[20]
- Camerun: Paix, Travail, Patrie o Peace, Work, Fatherland (francese e inglese, Pace, Lavoro, Patria)[21]
- Canada: A mari usque ad mare (latino, Da mare a mare)[22]
- Isole Canarie: Océano (spagnolo, Oceano)
- Capo Verde: Unidade, trabalho, progresso (portoghese, Unità, Lavoro, Progresso)
- Isole Cayman: He hath founded it upon the seas (inglese, È lui che l'ha fondata sui mari)
- Rep. Ceca: Pravda vítězí! (ceco, La verità vince!)[23]
- Cecoslovacchia (1918-1993): Pravda víťazí! (slovacco), Pravda vítězí! (ceco), Veritas Vincit (latino, La verità vince!)
- Rep. Centrafricana: Unité, Dignité, Travail (francese, Unità, Dignità, Lavoro)[24]
- Ciad: Unité, Travail, Progrès (francese, Unità, Lavoro, Progresso)[25]
- Cile: Por la razón o la fuerza (spagnolo, Per ragione o per forza)[26]
- Cipro: Δεν ξεχνώ και αγωνίζομαι (Den xehno ke agonizomai) (greco, Non dimentico e mi sforzo)
- Colombia: Libertad y orden (spagnolo, Libertà e ordine)[27]
- Comore: Unité, Justice, Progrès (francese, Unità, Giustizia, Progresso)[28]
- RD del Congo: Justice - Paix - Travail (francese, Giustizia, Pace, Lavoro)[29]
- Rep. del Congo: Unité, Travail, Progrès (francese, Unità, Lavoro, Progresso)[30]
- Corea del Nord: 강성대국 (强盛大國 Gangseong Daeguk) (coreano, Paese grande e prosperoso)
- Corea del Sud: 홍익인간 (弘益人間 Hongik Ingan) (coreano, Beneficia tutta l'umanità)
- Impero coreano: 광명천지 (光明天地 Kwang myeong cheon ji) (coreano, Ci sia luce sulla Terra)
- Costa Rica: Vivan siempre el trabajo y la paz (spagnolo, Lunga vita al lavoro e alla pace)
- Costa d'Avorio: Union, Discipline, Travail (francese, Unità, Disciplina, Lavoro)[31]
- Cuba: Patria o muerte (spagnolo, Patria o morte)[32]

## D
- Danimarca: Motto del re Federico X: Forbundet, forpligtet, for Kongeriget Danmark (danese, Vicino, impegnato, per il Regno di Danimarca)
- Dominica: Après Bondie, C'est la Ter (patois, Dopo il Buon Dio, c'è la Terra)[33]
- Rep. Dominicana: Dios, Patria, Libertad (spagnolo, Dio, Patria, Libertà)[34]

## E
- Ecuador: Dios, patria y libertad (spagnolo, Dio, Patria e Libertà)
- Egitto: بلادي، بلادي، بلادي, Bilady, Bilady, Bilady (arabo, Patria mia, patria mia, patria mia)
- El Salvador: Dios, Unión, Libertad (spagnolo, Dio, Unione, Libertà)[35]
- Estonia: Heade üllatuste maa (estone, Positivamente sorprendente)[36]

## F
- Isole Falkland: Desire the right (inglese, Desidera ciò che è giusto)
- Figi: Rerevaka na Kalou ka Doka na Tui (figiano, Temi Dio e onora la Regina)[37]
- Filippine: Maka-Diyos, Makatao, Makakalikasan at Makabansa (tagalog, Per Dio, per il Popolo, per la Natura e per la Patria)[38]
  - In passato: Isang bansa, isang diwa (tagalog, Una nazione, uno spirito)
- Francia: Liberté, égalité, fraternité (francese, Libertà, Uguaglianza, Fratellanza)[39]
- Repubblica di Vichy: Travail, Famille, Patrie (francese: Lavoro, Famiglia, Patria)

## G
- Gabon: Union, Travail, Justice (francese, Unione, Lavoro, Giustizia)[40]
- Galles: Cymru am byth (gallese, Galles per sempre)
- Gambia: Progress, Peace, Prosperity (inglese, Progresso, Pace, Prosperità)[41]
- Georgia: ძალა ერთობაშია! (Dzala ertobashia) (georgiano, La forza è nell'unità)[42]
- Georgia del Sud e Isole Sandwich Australi: Leo terram propriam protegat (latino, Il leone protegga la sua terra)
- Germania: Einigkeit und Recht und Freiheit (tedesco, Unità e Giustizia e Libertà)
  -  Germania Est: Proletarier aller Länder, vereinigt Euch! (tedesco, Lavoratori di tutto il mondo, unitevi!)
  -  Impero tedesco: Gott mit uns (tedesco, Dio con noi)
  -  Germania nazista: Ein Volk, Ein Reich, Ein Führer (tedesco, Un Popolo, Un Impero, Un Capo)
- Ghana: Freedom and Justice (inglese, Libertà e Giustizia)[43]
- Giamaica: Out of many, One People (inglese, Da molti, Un popolo solo)[44]
- Giappone: 八紘一宇 (Hakko ichiu) (giapponese, Tutto il mondo sotto un unico tetto)
- Gibilterra: Nulli Expugnabilis Hosti (latino, Non espugnabile da alcun nemico)
- Gibuti: Itixaad, Gudboonaan, Ammaan e Unité, Égalité, Paix (somalo e francese: Unità, Uguaglianza, Pace)[45]
- Giordania: الله، الوطن، المليك (Allāh, Al-Waṭan, Al-Malīk) (arabo, Dio, Patria, Sovrano)
- Grecia: Ελευθερία ή θάνατος (Eleutheria i thanatos) (greco, Libertà o morte)
  - Regno di Grecia (1832-1924 e 1935–67): Ίσχύς μου ή άγάπη του λαού (Iskhis mou i ayapi tou laou) (greco, L'amore del popolo è la mia forza)
- Grenada: Ever Conscious of God We Aspire, and Advance as One People (inglese, Sempre Memori di Dio Guardiamo al Futuro e Avanziamo come Un unico Popolo)[46]
- Guatemala: Libre Crezca Fecundo (spagnolo, Libero Crescente Fecondo)[47]
- Guinea: Travail, Justice, Solidarité (francese, Lavoro, Giustizia, Solidarietà)[48]
- Guinea-Bissau: Unidade, Luta, Progresso (portoghese, Unità, Lotta, Progresso)[49]
- Guinea Equatoriale: Unidad, Paz, Justicia (spagnolo, Unità, Pace, Giustizia)[50]
- Guyana: One People, One Nation, One Destiny (inglese, Un Popolo, Una Nazione, Un Destino)[51]

## H
- Haiti: L'union fait la force (francese, L'unione fa la forza)[52]
- Honduras: Libre, Soberana e Independiente (spagnolo, Libera, Sovrana e Indipendente)[53]
- Hong Kong Britannico: Dieu et mon droit (francese, Dio e il mio diritto)

## I

Lo stemma dell'India include il motto Satyameva Jayate

La bandiera dell'Iraq mostra il motto nazionale Allahu Akbar.

- India: सत्यमेव जयते (Satyameva Jayate) (sanscrito, La verità trionfa da sola)[54]
- Indonesia: Bhinneka Tunggal Ika (antico giavanese, Unità nella diversità)[55]
- Inghilterra: Dieu et mon droit (francese, Dio e il mio diritto) (motto reale)[56]
- Iran:
  - de facto: استقلال، آزادى، جمهورى اسلامى Esteqlāl, āzādī, jomhūrī-ye eslāmī[57] (farsi, Indipendenza, libertà, repubblica islamica)
  - de jure: Allaho Akbar (arabo, Dio è grande)[58]
  - prima della Rivoluzione islamica il motto era Marā dād farmūd-o khod dāvar ast (farsi, Giustizia mi chiede, chi mi giudicherà).[59]
- Iraq: الله أكبر (Allahu Akbar) (arabo, Dio è grande)[60]
- Irlanda: Éire go deo (gaelico: Irlanda per sempre) (non ufficiale)
  - Fé Mhóid Bheith Saor (gaelico: Giuriamo di essere liberi) (motto nazionale)
- Isole Marshall: Jepilpilin ke Ejukaan (marshallese, Conseguimento con la forza congiunta)
- Isole Salomone: To Lead Is To Serve (inglese, Condurre è servire)
- Repubblica Italiana: Nessun motto ufficiale
  -  Regno d'Italia: FERT
  -  Repubblica Sociale Italiana: Per l'onore d'Italia

## K
- Kenya: Harambee (swahili, Lavoriamo insieme)[61]
- Kiribati: Te mauri, te raoi ao te tabomoa (gilbertese, Salute, pace e prosperità)[62]

Il motto di Kiribati, Te mauri, te raoi ao te tabomoa compare sullo stemma nazionale.

## L
- Laos: "ສັນຕິພາບ ເອກະລາດ ປະຊາທິປະໄຕ ເອກະພາບ ວັດທະນາຖາວອນ" (lao, Pace, indipendenza, democrazia, unità e prosperità)[63]
- Lettonia: Tēvzemei un Brīvībai (lettone, Per la Patria e la Libertà)
- Lesotho: Khotso, Pula, Nala (sotho, Pace, Pioggia, Prosperità)[64]
- Liberia: The love of liberty brought us here (inglese, L'amore per la libertà ci ha condotto qui)[65]
- Liechtenstein: Für Gott, Fürst und Vaterland (tedesco, Per Dio, per il Principe e per la Patria)
- Lituania: Tautos jėga vienybėje (lituano, La forza della nazione è nell'unità)
- Lussemburgo: Mir wëlle bleiwe wat mir sinn (lussemburghese, Vogliamo rimanere quello che siamo)[66]
- Libano: كلنا للوطن، للعلى، للعلم (arabo, Tutto per la Patria, per la gloria, per la bandiera)

## M
- Macedonia del Nord: Слобода или смрт! (Sloboda ili smrt!) (macedone, Libertà o morte!)
- Madagascar: Tanindrazana, Fahafahana, Fandrosoana (malgascio, Terra ancestrale, Libertà, Progresso)[67]
- Malawi: Unity and Freedom (inglese, Unità e Libertà)[68]
- Malaysia: Bersekutu Bertambah Mutu (malay, L'unione fa la forza)[69]
- Mali: Un peuple, un but, une foi (francese, Un popolo, un fine, una fede)[70]
- Isola di Man: Quocumque ieceris Stabit  (latino, Dovunque l'avrai gettata [la triscele], starà in piedi)
- Marocco: الله، الوطن، الملك (arabo, Dio, Patria, Re)[71]
  - Motto reale: إن تذصروا الڷه ݐذصر کم (arabo, Se glorifichi Dio, ti glorificherà)
- Mauritania:  شرف، إخاء، عدالة o Honneur, Fraternité, Justice (arabo e francese, Onore, Fraternità, Giustizia)[72]
- Mauritius: Stella Clavisque Maris Indici (latino, Stella e Chiave dell'Oceano Indiano)[73]
- Micronesia: Peace, Unity, Liberty (inglese, Pace, Unità, Libertà)
- Monaco: Deo juvante (latino, Con l'aiuto di Dio)[74]
- Mongolia: "Даяар Монгол" (mongolo, Grande Mongolia)[75]
- Montenegro:  Da je vječna Crna Gora! / Да је вјечна Црна Гора! (montenegrino, Sia eterno il Montenegro!)[75]

## N
- Namibia: Unity, liberty, justice (inglese, Unità, libertà, giustizia)[76]
- Nauru: God's will first (inglese, La volontà di Dio innanzitutto)[77]
- Nepal: जननी जन्मभूमिष्च स्वर्गादपि गरियसि (sanscrito, Madre e Madrepatria sono più grandi del cielo)[78]
- Nicaragua: En Dios Confiamos (spagnolo, In Dio confidiamo)[79]
- Niger: Fraternité, Travail, Progrès (francese, Fraternità, Lavoro, Progresso)[80]
- Nigeria: Unity and Faith, Peace and Progress (inglese, Unità e Fede, Pace e Progresso)[81]
- Norvegia: Alt for Norge (norvegese, Tutto per la Norvegia) (motto reale) ed Enige og troe, indtil Dovre falder (norvegese, Uniti e leali fino a quando crollino le montagne di Dovre)
- Nuova Zelanda: nessuno, in passato Onward (inglese, Avanti dritto)[82]

## O
- Impero ottomano: دولت ابد مدت (persiano, Lo Stato Eterno)

## P

Lo stemma del Pakistan mostra il motto nazionale, Īmān, Ittiḥād, Nazm. (urdu, Fede, Unità, Disciplina).

Lo stemma di Panama mostra il motto nazionale, Pro mundi beneficio (latino, Per il bene del mondo).

- Paesi Bassi: Je maintiendrai (francese, Io manterrò)[83]
  -  Repubblica delle Sette Province Unite: Concordia parvae res crescunt (latino, Nella concordia le piccole cose crescono)
- Pakistan:  ايمان، اتحاد، نظم (urdu, Fede, Unità, Disciplina)[84]
- Panama: Pro mundi beneficio (latino, Per il bene del mondo)[85]
- Papua Nuova Guinea: Unity in Diversity (inglese, Unità nella Diversità)
- Paraguay: Paz y justicia (spagnolo, Pace e giustizia)[86]
- Perù: Firme y Feliz por la Unión (spagnolo, Saldo e felice per l'Unione)
- Polonia: Bóg, Honor, Ojczyzna (polacco, Dio, Onore, Patria) (non ufficiale)
- Portogallo: Esta è a Ditosa Pátria Minha Amada (portoghese, Questa è la benedetta patria mia amata)
  -  Regno del Portogallo: Vis unita maior nunc et semper (latino, La forza unita è maggiore, ora e sempre)

## R
- Romania: Deșteaptă-te, române! (romeno, Destati, Romania!)
  - in passato: Nihil Sine Deo (latino, Niente senza Dio)
  - in precedenza: Toți în unu (romeno, Tutti in uno).
- Ruanda: Ubumwe, Umurimo, Gukunda Igihugu (kinyarwanda, Unità, Lavoro, Patriottismo)[87]
- Impero russo: С нами Бог (russo, Con noi Dio)

## S
- Repubblica Democratica Araba Sahrawi:  حرية ديمقراطية وحدة Ḥurrīya Dīmuqrāṭīya Waḥda (arabo, Libertà, Democrazia, Unità)[88]
- Saint Kitts e Nevis: Country Above Self (inglese, La Patria Sopra l'Individuo)[89]
- Saint Vincent e Grenadine: Pax et justitia (latino, Pace e giustizia)[90]
- Salomone: To lead is to serve (inglese, Guidare è servire)[91]
- Samoa: Fa'avae i le Atua Samoa (samoano, Dio sia il Fondamento di Samoa)[92]
- Samoa Americane: Samoa, Muamua Le Atua (samoano, Samoa, lascia che Dio sia il Primo)
- San Marino: Libertas (latino, Libertà)[93]
- Sant'Elena, Ascensione e Tristan da Cunha: Loyal and unshakeable (inglese, Leale e incrollabile)
- Saint Lucia: The land, the people, the light (inglese, La terra, il popolo, la luce)[94]
- Scozia: In My Defens God Me Defend (inglese, In Mia Difesa Dio Mi Difenda) e Nemo me impune lacessit (latino, Nessuno mi aggredisce impunemente)
- Senegal: Un peuple, un but, une foi (francese, Un popolo, un fine, una fede)[95]
- Serbia: Само Слога Србина Спасава / Samo Sloga Srbina Spasava (serbo, Solo l'Unità Salva i Serbi)
  -  Regno di Serbia: С Вером у Бога - за Краља и Отаџбину / S Verom u Boga - za Kralja i Otadžbinu (serbo Con fede in Dio - per il Re e per la Patria)

Nello stemma della Serbia le quattro iniziali (C) richiamano il motto nazionale Само Слога Србина Спасава.

- Seychelles: Finis coronat opus (latino, La fine corona l'opera)[96]
- Sierra Leone: Unity, freedom, justice (inglese, Unità, libertà, giustizia)[97]
- Singapore: Majulah Singapura (malay, Avanti Singapore)[98]
- Siria: Nessun motto
  -  Siria: in arabo وحدة ، حرية ، اشتراكية‎?, Waḥdah, Ḥurrīyah, Ishtirākīyah (Unità, Libertà, Socialismo)
- Slovacchia: Verní sebe, svorne napred! (slovacco, Fedeli a se stessi, concordi avanti!)
- Spagna: Plus Ultra (latino, Al di là)[99]
  - In passato: Una, grande y libre (spagnolo, Una, grande e libera)

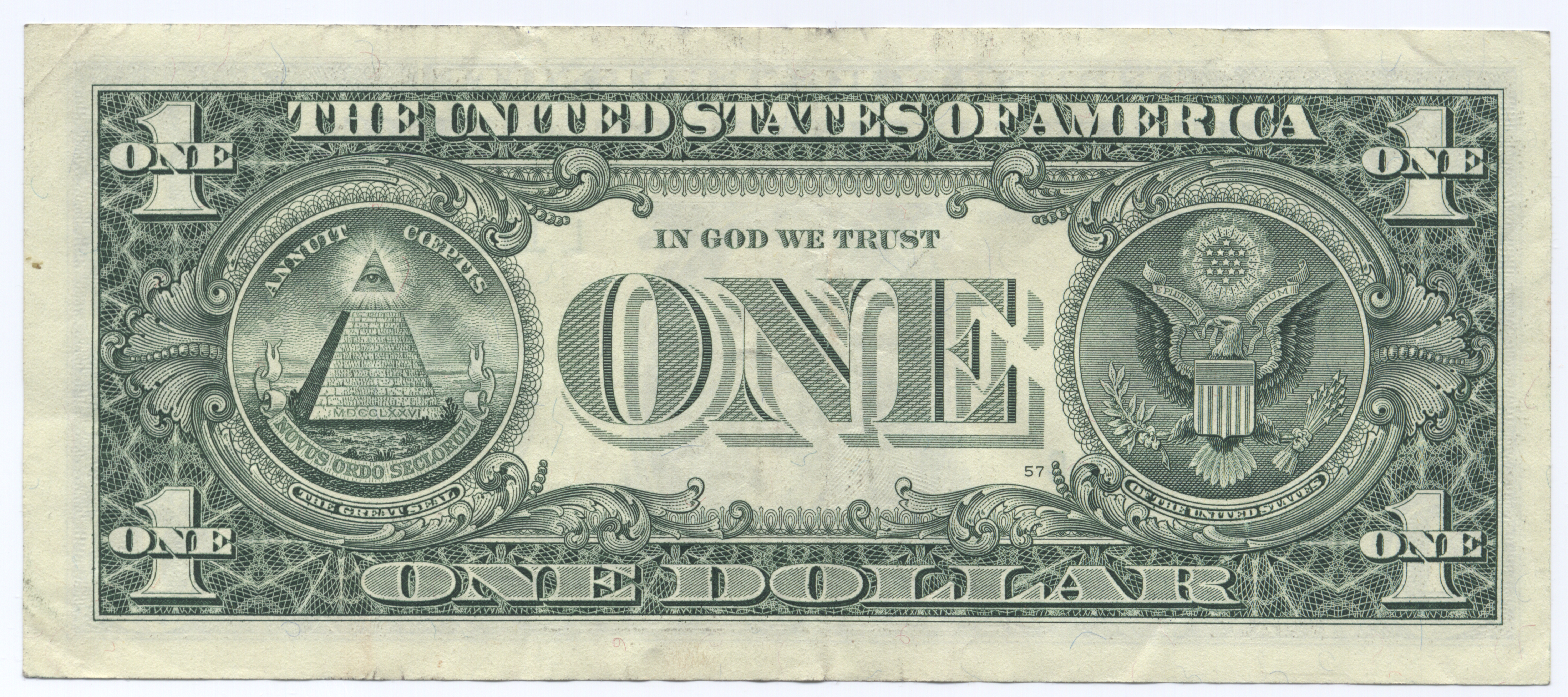
Il motto nazionale degli Stati Uniti d'America In God we trust compare sul retro della banconota da un dollaro.

- Stati Uniti: In God We Trust (inglese, Confidiamo in Dio) (ufficiale); E pluribus unum (latino, Da molti una cosa sola) (de facto)
  - Stati Confederati d'America: Deo Vindice (latino, Con Dio vendicatore)[100]
- Sudafrica: !ke e: /xarra //ke (ǀxam, Unità nella Diversità)[101]
  - In passato: Ex Unitate Vires (latino, Forza dall'Unità)
- Sudan:  النصر لنا An-Naṣr Linā (arabo, La Vittoria è nostra)[102]
- Suriname: Justitia, pietas, fides (latino, Giustizia, pietà, fede)[103]
- Svezia: För Sverige - i tiden (svedese, Per la Svezia - Nei tempi) (motto reale)
- Svizzera: Unus pro omnibus, omnes pro uno (latino, Uno per tutti, tutti per uno) (non ufficiale)
- eSwatini: Siyinqaba (swati, Siamo la fortezza)[104]

## T
- Tanzania: Uhuru na Umoja (swahili, Libertà e Unità)[105]
- Territorio Antartico Britannico: Research and Discovery (inglese, Ricerca e Scoperta)
- Territorio britannico dell'Oceano Indiano: In tutela nostra Limuria (latino, Limuria ci protegge)
- Thailandia
  - 1873-1910: शब्बेसम् सम्घभुतनम् समग्घि भुद्धि सधिक (Sabbesamฺ samฺghabhūtānamฺ samagghī vuḍḍhi sadhikā) (pāli Unità porta agli uniti successo e prosperità)[106]
  - dopo il 1910: ชาติ ศาสนา พระมหากษัตริย์ (Chat, Satsana, Phra Mahakasat) (thai, Nazione, Religioni, Re) (non ufficiale)[107]
- Timor Est: Honra, pátria e povo (portoghese, Onore, patria e popolo)[108]
- Togo: Travail, Liberté, Patrie (francese, Lavoro, Libertà, Patria)[109]
- Tonga: Ko e ʻOtua mo Tonga ko hoku tofiʻa (tongano, Dio e Tonga sono la mia eredità)[110]
- Trinidad e Tobago: Together we aspire, together we achieve (inglese, Insieme aspiriamo, insieme conseguiamo)[111]
- Tristan da Cunha: Our faith is our strength (inglese, La nostra fede è la nostra forza)
- Tunisia: حرية، نظام، عدالة Ḥurrīyah, Niẓām, ʿAdālah (arabo, francese Libertà, Ordine, Giustizia)[112]
- Turchia: Egemenlik kayıtsız şartsız milletindir. (turco, La sovranità risiede incondizionatamente nella nazione)[113]
 e Yurtta sulh, cihanda sulh. (turco, Pace in patria, pace nel mondo.) Ne mutlu Türküm diyene! (turco, Com'è felice chi dice "sono Turco"!)[113]
- Turks e Caicos: One people, one nation, one destiny (inglese, Un popolo, una nazione, un destino)
- Tuvalu: Tuvalu mo te Atua (tuvaluano, Tuvalu per l'Onnipotente)[114]

## U
- Ucraina: Воля, Злагода, Добро (Volja, Zlahoda, Dobro) (ucraino, Volontà, Consenso, Bontà)
- Uganda: For God and My Country (inglese, Per Dio e per il Mio Paese)[115]
- Ungheria: in passato, Cum Deo pro Patria et Libertate (latino, Con Dio per la Patria e la Libertà)
- Unione europea: In varietate concordia (latino, Concordia nella diversità)[116]
- Unione Sovietica: Пролетарии всех стран, соединяйтесь! (Proletarii vsech stran, soedinjajtes') (russo, Proletari di tutti i Paesi, unitevi!)
- Uruguay: Libertad o Muerte (spagnolo, Libertà o Morte)[117]

## V
- Vanuatu: Long God yumi stanap (bislama, Stiamo saldi in Dio)[118]
- Venezuela: Dios y Federación (spagnolo, Dio e Federazione)
- Isole Vergini Britanniche: Vigilate  (latino, Vigilate)
- Vietnam: Ðộc lập, Tự do, Hạnh phúc (vietnamita, Indipendenza, Libertà e Felicità)

## Y
- Yemen: Allāh, al-Waṭan, al-Thawra (arabo, Dio, Patria, Rivoluzione)
- Yemen del Sud: Jumhūrīya al-Yaman ad-Dīmuqrāṭīyah ash-Sha'bīyah (arabo, Repubblica democratica popolare dello Yemen)

## Z
- Zambia: One Zambia, One Nation (inglese, Una Zambia, Una Nazione)[119]
- Zimbabwe: Unity, Freedom, Work  (inglese, Unità, Libertà, Lavoro)[120]